# Microchilus lamprophyllus
Microchilus lamprophyllus är en orkidéart som först beskrevs av Jean Jules Linden och Heinrich Gustav Reichenbach, och fick sitt nu gällande namn av Paul Ormerod. Microchilus lamprophyllus ingår i släktet Microchilus och familjen orkidéer. Inga underarter finns listade i Catalogue of Life.